# Thomas d'Erfurt
Thomas d'Erfurt (latin Thomasus Erfordiensis) est un grammairien et un philosophe du langage du début du XIVe siècle, peut-être originaire d'Erfurt. Il appartenait au courant des Modistes, dont il est l'un des principaux représentants.

## Biographie
On ne sait pas grand chose de la vie de Thomas d'Erfurt. On ne connaît ni la date de sa naissance (probablement à Erfurt), ni la date de sa mort. Comme son œuvre porte la marque des modistes parisiens comme Radulphus Brito et Siger de Courtrai, il est possible qu'il ait étudié à la faculté des arts de Paris et peut-être y a-t-il enseigné. Par la suite, il fut maître régent et recteur à l'école Saint-Séverin-et-Saint-Jacques d'Erfurt. Son œuvre la plus significative, De modis significandi (« Sur les modes de signifier »), est déjà connue vers 1310 et fait l'objet de commentaires dès 1324.

## Œuvres
- Tractatus de modis significandi seu Grammatica speculativa[2] (Traité des modes de signifier ou Grammaire spéculative).

À côté de ce traité qui est son œuvre principale, il a laissé quatre petits commentaires :
- Commentaire sur l'Isagogè.
- Commentaire sur les Catégories.
- Commentaire sur le Peri Hermeneias.
- Commentaire sur le Livre des six principes (sur le Liber sex principiorum anonyme).

#### Éditions
- G. L. Bursill-Hall ed., Thomas of Erfurt: Grammatica speculativa. An Edition with Translation and Commentary, Londres, Longman, 1972.

#### Études
- (de) M. Grabmann, Thomas von Erfurt und die Sprachlogik des mittelalterlichen Aristotelismus, Münich, Bayerischen Akademie, 1943.
- (it) M. G. Ambrosini, Grammatica speculativa : Boezio di Dacia e Tommaso di Erfurt, Palerme, Palma, 1984.
- (en) M. A. Covington, « The syntactic Theory of Thomas of Erfurt », Linguistics, 17 (1979), pp. 465-496.
- (fr) Benoît Patar, Dictionnaire des philosophes médiévaux, Fides, 2006, s.v. « Thomas d'Erfurt », pp. 436-437. (En ligne).